# František Kryštof z Khevenhülleru
František Kryštof z Khevenhülleru, hrabě z Frankenburgu (německy Franz Christoph von Khevenhüller Graf zu Frankenburg, 21. února 1588 hrad Landskron u Villachu – 13. června 1650 v Baden u Vídně) byl rakouský diplomat a historik období třicetileté války.

## Život
Jeho rodiči byli Bartoloměj z Khevenhülleru, hrabě z Frankenburgu a Blanka Ludmila z Thurnu-Valsassiny. 
V roce 1605 dokončil studia v Padově. Ačkoli byl vychován jako protestant, v roce 1609 konvertoval ke katolictví. 
Čtrnáct let působil jako vyslanec ve Španělsku a roku 1623 jej král Filip IV. vyznamenal Řádem zlatého rouna. Od roku 1621 byl tajným radou. Po návratu do Vídně byl od roku 1631 až do své smrti vrchním hofmistrem Marie, pozdější císařovny. 
Roku 1634 obdržel povolení k používání dokumentů císařské kanceláře pro historické dílo Annales Ferdinandei, které je pro současné historiky významným dobovým zdrojem ke studiu reálií 17. století.

### Dílo
- Annales Ferdinandei, 12 svazků, 1640-1726 (německy)